# لوكاس هيدجز
لوكاس هيدجز (بالإنجليزية: Lucas Hedges)‏ هو ممثل أمريكي، ولد في 12 ديسمبر 1996 ببروكلين في الولايات المتحدة. بدأ مشواره المهني سنة 2007، ومن الجوائز التي نالها جائزة اختيار النقاد للأفلام سنة 2016.

## أعمال

### أفلام
- (2007) دان في الحياة الحقيقية[4]
- (2012) مملكة بزوغ القمر[5]
- (2013) عيد العمال[6][7]
- (2013) نظرية الصفر
- (2014) اقتل الرسول[7][8]
- (2014) فندق بودابست الكبير[9][10][7]
- (2016) مانشستر باي ذا سي[11]
- (2017) ثلاث لوحات خارج إيبينغ، ميزوري[12]
- (2017) ليدي بيرد

## جوائز وترشيحات
جوائز
- جائزة اختيار النقاد للأفلام (2016)

ترشيحات
- جائزة الأوسكار لأفضل ممثل مساعد، عن عمل: مانشستر باي ذا سي

## وصلات خارجية
- لوكاس هيدجز على موقع IMDb (الإنجليزية)
- لوكاس هيدجز على موقع ميتاكريتيك (الإنجليزية)
- لوكاس هيدجز على موقع روتن توميتوز (الإنجليزية)
- لوكاس هيدجز على موقع قاعدة بيانات الأفلام العربية
- لوكاس هيدجز على موقع ألو سيني (الفرنسية)
- لوكاس هيدجز على موقع تيرنر كلاسيك موفيز (الإنجليزية)
- لوكاس هيدجز على موقع أول موفي (الإنجليزية)
- لوكاس هيدجز على موقع قاعدة بيانات برودواي على الإنترنت (الإنجليزية)
- لوكاس هيدجز على موقع قاعدة بيانات الأفلام السويدية (السويدية)
- لوكاس هيدجز على موقع ديسكوغز (الإنجليزية)